# 山崎将义
山崎将义（1971年12月23日—），出生於日本滋贺县草津市，成长于山口县防府市，血型A型，身高176公分。隶属于环球唱片公司，Augusta经纪公司。是知名的日本国内男創作歌手、演員、音樂製作人。

## 音乐生涯
山崎将义从读中学就开始和他当时的的同学组成他们自己的乐团，并逐渐开始进行他们乐团各种关于音乐的活动。1993年，山崎将义来到东京，并居住在了横滨「櫻木町」，起初他只是从开始创作广告歌曲和广告音乐来提高自己的音乐创作水平和增加对音乐知识的了解。之后，在1995年时，他发行了个人单曲《月光照耀》，这张单曲也是他开始音乐生涯后他的第一张个人单曲。但是，他个人的第一张单曲并未受到广泛的关注。在之后的一年里，1996年，山崎将义又发行了他个人的第三张单曲《芹菜》。这首单曲《芹菜》后来被SMAP翻唱，由此开始受到广泛关注，成为当时的流行歌曲。
山崎将义又在1996年首次涉足电影的演出，与导演篠原哲雄、演员田中要次、真田麻垂美共同合作，而且山崎将义亲自去日本群马县拍摄篠原哲雄的电影《月亮与高丽菜》，并在电影中饰演了主角，因为拍摄电影的原因，所以从而暂时停止了自己音乐新的创作工作，在拍摄电影期间，山崎将义为电影《月亮与高丽菜》制作了主题曲《One more time, One more chance》，此首歌曲之后受到了影迷和乐迷的欢迎。从此山崎将义才开始真正的受到了社会各界人士的关注，他的歌曲《One more time, One more chance》后来被香港知名歌手郑中基翻唱，并且将山崎将义的《One more time, One more chance》更名为《one more time》。山崎将义的歌曲《One more time, One more chance》在当时排到日本国内音乐歌曲排行榜的第29名。1998年，山崎将义和松下由树合作出演了山崎将义主演的第一部电视剧《奇迹之人》，《奇迹之人》的主题曲《这里有我》也是山崎将义本人的一首著名歌曲。
2007年，日本动画作家也是电影导演的新海诚又一次使用山崎将义的名曲《One more time, One more chance》作为新海诚自己最新动画电影《秒速五厘米》的主题曲。并且，山崎将义自己完成了所有的词曲的创作。
2024年，山崎將義與酒井大成主演BL漫改劇《三矢老師有計劃的餵食》，7月25日起每週四深夜25:29~在MBS播出，山崎將義為該劇主題曲作曲和演唱。

## 音乐风格
山崎将义创作的歌曲曲风以民谣摇滚的风格为主。

## 擅长乐器
山崎将义擅长的乐器分别是吉他、口琴、钢琴、爵士鼓、合成器。

## 音樂作品

### 單曲
- トランジスタ・ラジオ（1992年、正式出道前）
- 月明かりに照らされて（1995年9月25日）
- 中華料理（1996年2月25日）
- セロリ（1996年9月1日）
- One more time, One more chance（1997年1月22日）
- アドレナリン（1997年5月8日）
- 振り向かない/ガムシャラ バタフライ（1997年10月22日）
- 水のない水槽（1998年5月13日）
- 僕はここにいる（1998年11月11日）
- Passage（1999年10月14日）
- やわらかい月（2000年2月16日）
- 明日の風（2000年7月5日）
- Plastic Soul（2001年5月23日）
- 心拍数（2002年5月29日）
- 全部、君だった。（2003年3月19日）
- 未完成（2003年5月21日）
- 僕と不良と校庭で（2003年10月22日）
- 僕らは静かに消えていく（2004年5月19日）
- ビー玉望遠鏡（2004年8月18日）
- メヌエット（2005年4月13日）
- 8月のクリスマス（2005年8月24日）
- アンジェラ（2006年5月17日）
- One more time, One more chance 『秒速五厘米』特別版（2007年3月3日）
- 真夜中のBoon Boon（2008年3月12日）
- 深海魚（2008年6月22日、配信）
- Heart of Winter（2008年12月10日）
- 春も嵐も（2009年4月1日）
- HOBO Walking（2010年7月28日）
- 花火（2010年9月29日）
- 太陽の約束（2012年5月2日）
- アフロディーテ（2012年8月1日）
- 星空ギター（2012年11月28日）
- アルタイルの涙（2013年6月26日）
- 心の手紙（2014年6月11日、配信）
- 21世紀マン (20th anniversary ver.)（2015年9月23日）
- 飛向天空（空へ）（2016年3月2日）
- 君の名前（2016年9月28日）

### 音樂專輯

#### 原創專輯
- アレルギーの特効薬（1996年4月1日）
- HOME（1997年5月21日）
- ドミノ（1998年12月23日）
- SHEEP（1999年11月26日）
- transition（2001年6月27日）
- アトリエ（2003年6月25日）
- ADDRESS（2006年6月28日）
- IN MY HOUSE（2009年5月13日）
- HOBO's MUSIC（2010年10月27日）
- FLOWERS（2013年9月18日）
- LIFE（2016年12月14日）

#### 私人專輯
- ステレオ（1996年11月4日）
- ステレオ2（1997年11月27日）

#### 精選專輯
- BLUE PERIOD（2005年9月21日）
- OUT OF THE BLUE（2005年9月21日）
- BLUE PERIOD -Complete SOUND + VISION PACKAGE-（2008年12月10日）
- The Road to YAMAZAKI 〜the BEST for beginners〜（2013年6月26日）
- ROSE PERIOD 〜the BEST 2005-2015〜（2015年8月19日）
- UNDER THE ROSE 〜B-sides & Rarities 2005-2015〜（2015年8月19日）

#### 現場專輯
- ONE KNIGHT STANDS（2000年9月25日）
- Transit Time（2002年5月29日）
- WITH STRINGS（2006年3月29日）
- Concert at SUNTORY HALL（2011年9月28日）
- HARVEST 〜LIVE SEED FOLKS Special in 葛飾 2014〜（2015年4月22日）

#### 翻唱專輯
- COVER ALL YO!（2007年10月31日）洋樂翻唱專輯
- COVER ALL HO!（2007年10月31日）邦樂翻唱專輯

#### 原聲帶
- 8月的聖誕節 原聲帶（2005年8月24日）

### 影像作品
| 枚 | 標題                                                 | 發行日期       | 備註                                                     |
| -- | ---------------------------------------------------- | -------------- | -------------------------------------------------------- |
| 1  | 動く山崎 VIDEO CLIPS 1995-1998 （VHS）               | 1998年6月8日   | 「月明かりに照らされて」〜「水のない水槽」までのPV集 + 1 |
| 2  | DOMINO ROUND （VHS）                                 | 1999年7月14日  | 山崎フィギュア付の限定盤もあり                           |
| 3  | 動く山崎 （VD）                                      | 2000年5月31日  | VHS作品のDVD化                                           |
| 4  | ONE KNIGHT STANDS on films                           | 2000年9月25日  | VHSとDVDが同時発売                                       |
| 5  | DOMINO ROUND （DVD）                                 | 2001年12月21日 | VHSのDVD化                                               |
| 6  | 山崎 動く動く VIDEO CLIPS 1998-2003（VHS, DVD）      | 2003年9月17日  | 「僕はここにいる」〜「未完成」までのPV集 and more        |
| 7  | Concert at SUNTORY HALL（DVD, Blu-ray）              | 2011年9月28日  | サントリーホールでのライブ映像、CDが同時発売             |
| 8  | ONE KNIGHT STANDS 2010-2011 on films（DVD, Blu-ray） | 2011年11月2日  | 弾き語りスタイルのライブ映像                             |

- ファンクラブ内限定販売の作品もあり。

### 書籍
|    | 標題                                                  | 出版社               | 品番・備考                   |
| -- | ----------------------------------------------------- | -------------------- | ---------------------------- |
| 1  | 山崎まさよし                                          | 幻冬舎刊             | ISBN 4-87728-276-9           |
| 2  | Masayoshi Yamazaki×Herbie Yamaguchi bridge 22         | ソニー・マガジンズ刊 | ISBN 4-7897-1504-3           |
| 3  | NIGHTS WITH ONE KNIGHT                                | ロッキング・オン刊   | ISBN 4-947599-83-9           |
| 4  | 山崎まさよし Complete Masayoshi Yamazaki 1995-2000    | ソニー・マガジンズ刊 | ISBN 4-7897-9350-8           |
| 5  | MASAYOSHI YAMASAZAKI Transit Station                  | ソニー・マガジンズ刊 | ISBN 4-7897-1870-0           |
| 6  | 対談上手                                              | ソニー・マガジンズ刊 | ISBN 4-7897-2007-1           |
| 7  | このまま 山崎まさよし                                 | 角川書店刊           | ISBN 4-04-651979-7           |
| 8  | 山崎まさよし in 8月のクリスマス                       | 宝島社刊             | ISBN 4-7966-4824-0           |
| 9  | Yamazaki 10[TEN] -山崎まさよし デビュー10周年記念BOX- | ソニー・マガジンズ刊 | 通販限定生産、山崎クロニクル |
| 10 | 山崎まさよし全詞集 僕はここにいる                     | G.B.刊               | ISBN 978-4-901841-63-4       |
| 11 | 語る山崎まさよし 上                                   | トーキング・ロック刊 | ISBN 978-4-903868-07-3       |
| 12 | 語る山崎まさよし 下                                   | トーキング・ロック刊 | ISBN 978-4-903868-08-0       |

### 歌曲提供
- Orquesta De La Luz（日语：オルケスタ・デ・ラ・ルス） - 地上に砕け散った恋は…（作曲）
- 杏子 - 地団駄（作曲、編曲）
- 杏子 - 迷路の街（作曲）
- 高橋洋子 - どこかにあるよ（作曲）
- 元ちとせ - オーロラの空から見つめている（作曲、編曲）
- 元ちとせ - ひかる・かいがら（作曲）
- bird - 散歩しよう（作曲、編曲）
- TOKIO - 逢いたさはつのるだけ（作曲）

## 演出

### 電影
- 《月亮与高丽菜（日语：月とキャベツ）》（1996年） 飾 花火
- 《黑之家（日语：黒い家）》（1999年） 飾 出前持ち
- 《果酱短片集（日语：Jam Films） - 「けん玉」》（2002年）
- 《僕らは静かに消えていく》（2004年）
- 《果酱短片集S - 「すべり台」》（2005年）
- 《8月的圣诞节（日语：8月のクリスマス）》（2005年）
- 《ザ・ロング・シーズン・レビュー》（2006年）
- 《忌野清志郎ナニワ・サリバンショー〜感度サイコー!!〜》（2011年）

### 電視劇
- 《奇跡的人 (1998年電視劇)（日语：奇跡の人 (1998年のテレビドラマ)）》（1998年） 飾 相馬克己
- 《ただいま》（1999年） 飾 本人
- 《明天的喜多善男》（2008年） 飾 吾妻孝之（第八日，特別演出）
- 《BUNGO -日本文學劇場- - Goodbye》（2010年） 飾 田島周二
- 《金曜8時のドラマ 駐在刑事 第4話》（2018年） 飾 謎の男

### 電台
- 山崎まさよしのアタックヤング（STVラジオ）註：全国区になる前に出演していた
- MUSIC GUMBO（FM802）
- 7th Colors（TOKYO FM）註：「MOTHER MUSIC RECORDS」の中の一番組
- 山崎まさよしのフライデーパワーセッション（TOKYO FM）
- 居酒屋まさよし（au・うたキャス）註：手提電話電台節目
- 音届（おとどけ）-SEND ONE-MUSIC-（TOKYO FM）註：Presented by 佐川急便
- 山崎まさよし GREETING MELODIES（TOKYO FM）註：平日夕方の帯番組だったが、2010年10月より金曜日夜に移動

## 註解
1. ↑  一说为1972年生。
2. ↑  一说为大津市。[4]